# Alan Cox
Alan Cox (Solihull, Anglia, 1968. július 22. –) számítógép-programozó. A Linux kernel fejlesztésében a kezdetek (1991) óta részt vesz.

## Munkássága
A walesi Swansea Egyetemen, az egyetemi számítógépes közösség egyik számítógépére telepítette a Linux egyik nagyon korai verzióját. Ez volt az egyik első olyan Linux-telepítés, ami terhelt hálózaton működött, és ezáltal fény derült sok hibára a hálózatkezelő-kódban. Ezekből Cox sokat kijavított, és a munkát a hálózati alrendszer teljes újraírásával folytatta. Ekkor vált a Linux kernel egyik fő fejlesztőjévé és karbantartójává.

## Magánélete
Swansea-ben él. A felesége Telsa Gwynne.